# Тшебниця (гміна)
Гміна Тшебниця (пол. Gmina Trzebnica) — місько-сільська гміна у південно-західній Польщі. Належить до Тшебницького повіту Нижньосілезького воєводства.
Станом на 31 грудня 2011 у гміні проживало 23087 осіб.

## Площа
Згідно з даними за 2007 рік площа гміни становила 200.19 км², у тому числі:
- орні землі: 76.00%
- ліси: 13.00%

Таким чином, площа гміни становить 19.52% площі повіту.

## Населення
Станом на 31 грудня 2011:
| Опис     | Загалом | Загалом | Чоловіки | Чоловіки | Жінки | Жінки |
| -------- | ------- | ------- | -------- | -------- | ----- | ----- |
| одиниця  | осіб    | %       | осіб     | %        | осіб  | %     |
| все      | 23087   | 100     | 11180    | 48.43    | 11907 | 51.57 |
| міське   | 12661   | 100     | 5970     | 47.15    | 6691  | 52.85 |
| сільське | 10426   | 100     | 5210     | 49.97    | 5216  | 50.03 |

## Сусідні гміни
Гміна Тшебниця межує з такими гмінами: Длуґоленка, Мілич, Оборники-Шльонські, Прусіце, Вішня-Мала, Завоня, Жміґруд.